# Helmut Höhlig
Helmut Höhlig (* 4. Februar 1934) ist ein ehemaliger deutscher Diplomat. 
Er war Botschafter der Deutschen Demokratischen Republik (DDR) in Sri Lanka und auf den Malediven.

## Leben
Höhlig erlernte den Beruf des Schlossers und war später als Behördenangestellter tätig. 1959 besuchte er die Verwaltungsschule in Weimar, anschließend war er bis 1962 Mitarbeiter der Abteilung Industrie beim Rat des Kreises. Von 1962 bis 1966 studierte er Außenpolitik an der Deutschen Akademie für Staats- und Rechtswissenschaften in Potsdam-Babelsberg. Das Studium schloss er als Diplom-Staatswissenschaftler ab.
Seit 1966 war Höhlig Mitarbeiter im Ministerium für Auswärtige Angelegenheiten der DDR. Von 1967 bis 1971 wirkte er als Vizekonsul am Generalkonsulat der DDR in Madras (Indien). Von 1974 bis 1976 war er Konsul am Generalkonsulat in Bombay, 1977/78 leitete er als Geschäftsträger die Botschaft der DDR in Malaysia. Von 1983 bis 1985 war er Generalkonsul am Generalkonsulat in Bombay. Schließlich wirkte er von September 1986 bis 1990 als Botschafter der DDR in Colombo und war ab 1987 zweitakkreditiert auf den Malediven. Er wurde am 22. September 1986 vom Präsidenten der Demokratischen Sozialistischen Republik Sri Lanka, Junius Richard Jayewardene, sowie am 12. Februar 1987 vom Präsidenten der Republik der Malediven, Maumoon Abdul Gayoom, zur Übergabe der Beglaubigungsschreiben empfangen.
Höhlig war Mitglied der Sozialistischen Einheitspartei Deutschlands.